# Khalid Darwish
Khalid Darwish (en árabe: خالد درويش‎; Dubái, Emiratos Árabes Unidos, 17 de octubre de 1979) es un exfutbolista de los Emiratos Árabes Unidos que jugaba en la posición de centrocampista.

## Carrera

### Club
| Periodo   | Club                               |
| --------- | ---------------------------------- |
| 1998–2011 | Al Wasl FC                         |
| 2009      | → Al-Shabab Al Arabi Club (cedido) |
| 2011–2013 | Emirates Club                      |

### Selección nacional
Jugó para Emiratos Árabes Unidos en 12 ocasiones de 2001 a 2007 y participó en la Copa Asiática 2007.

## Logros
- UAE Pro League (1): 2006/07
- Copa Presidente de Emiratos Árabes Unidos (1): 2007
- Copa de Clubes Campeones del Golfo (1): 2010
- División 1 de EAU (1): 2012/13